# Scheppingskerk (Oss)
De Scheppingskerk is een voormalige parochiekerk in de Noord-Brabantse stad Oss. Het gebouw is gelegen aan de Constantijn Huygensstraat 38.

## Geschiedenis
Deze kerk werd gebouwd voor de westelijke uitbreidingswijk Ruwaard, naar ontwerp van architectenbureau Peterse en van Lierop. Het is een doosvormige bakstenen kerkgebouw in de stijl van de Bossche School. Een toren is niet aanwezig.
De kerk werd in 2004 aan de eredienst onttrokken. Aanvankelijk was het de bedoeling dat ze plaats zou maken voor appartementen. Er dreigde sloop, maar uiteindelijk kreeg de kerk een herbestemming als gedenkhuis van een begrafenisonderneming.